# Kleines Wiesental
Kleines Wiesental (în alemanică Chlais Wiisedal) este o comună din districtul Lörrach, landul Baden-Württemberg, Germania. La data de 1 ianuarie 2009 la ea au fost integrate comunele Bürchau, Elbenschwand, Neuenweg, Raich, Sallneck, Tegernau, Wies și Wieslet.
| Stemele comunelor de odinioară | Stemele comunelor de odinioară | Stemele comunelor de odinioară | Stemele comunelor de odinioară | Stemele comunelor de odinioară | Stemele comunelor de odinioară | Stemele comunelor de odinioară | Stemele comunelor de odinioară |
| Bürchau                        | Elbenschwand                   | Neuenweg                       | Raich                          | Sallneck                       | Tegernau                       | Wies                           | Wieslet                        |
| ------------------------------ | ------------------------------ | ------------------------------ | ------------------------------ | ------------------------------ | ------------------------------ | ------------------------------ | ------------------------------ |

## Istorie
Satele componente au avut o lungă istorie drept proprietăți ale caselor nobiliare învecinate. Nu se stie dacă inițial a ținut de casa de Waldeck sau de cea de Rötteln, însă se știe că din 1316 Bürchau ținea de marca de Hachberg-Sausenberg, iar că în 1503 a fost moștenită de marca de Baden. Elfenschwand (alemanică: Elfeschwand) și Wies (alemanică Wys) au fost proprietăți a Abației Sfântului Blasiu, înainte ca Napoleon să o secularizeze forțat în 1806. Neuenweg (alemanică Neuewäg) a fost controlat de Abația Sf. Blasiu, dar și de casa de Rötteln, prin intermediul cărora a ajuns în mâna casei de Hachberg-Sausenberg, iar apoi a marcăi de Baden în 1503. Raich a fost încă de la început de casa de Hachberg-Sausenberg. Inițial, Sallneck ținea de casa de Wart, înainte de a fi transferat aceleiași abații și a ajunge, eventual, în Baden. Tegernau (alemanică Dägernau) a fost locul de baștină a unei familii nobiliare locale, casa de Tegernau, înainte de a ajunge în posesiile marcăi de Hachberg-Sausenberg. Wieslet (alemanică Wyslet), a ținut de casa de Rötteln.